# Kissanmaa
Kissanmaa, est un  quartier de Tampere en Finlande.

## Description
Kissanmaa est un quartier à l'est de Tampere, le long de la Teiskontie. 
Le quartier se trouve à 3 kilomètres du centre-ville de Tampere. 
Kissanmaa est entourée de Ruotula et Uusikylä à l'est, Hakametsä au sud, Kaleva à l'ouest et Kauppi au nord. 
La population de la zone statistique de Kissanmaa en 2020 était de 2 774 habitants. 
La plupart des habitations sont des maisons individuelles, mais dans la partie ouest de la zone se trouvent également des immeubles résidentiels de différentes tailles. 
Kissanmaa est surtout connu pour la patinoire d'Hakametsä et la Tampereen harjoitusjäähalli (fi) ouverte en 1974.

## Galerie

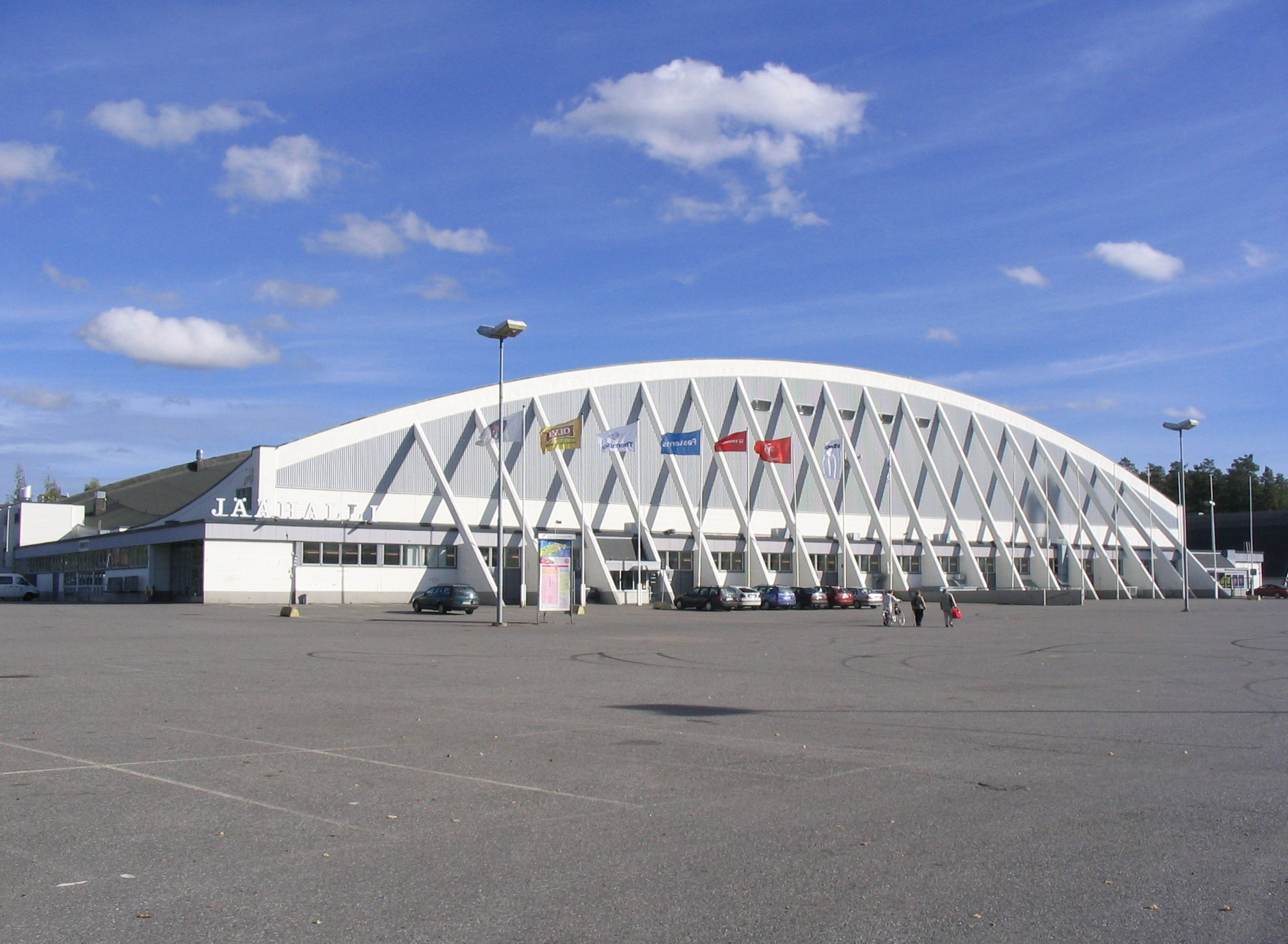
Patinoire de Tampere.
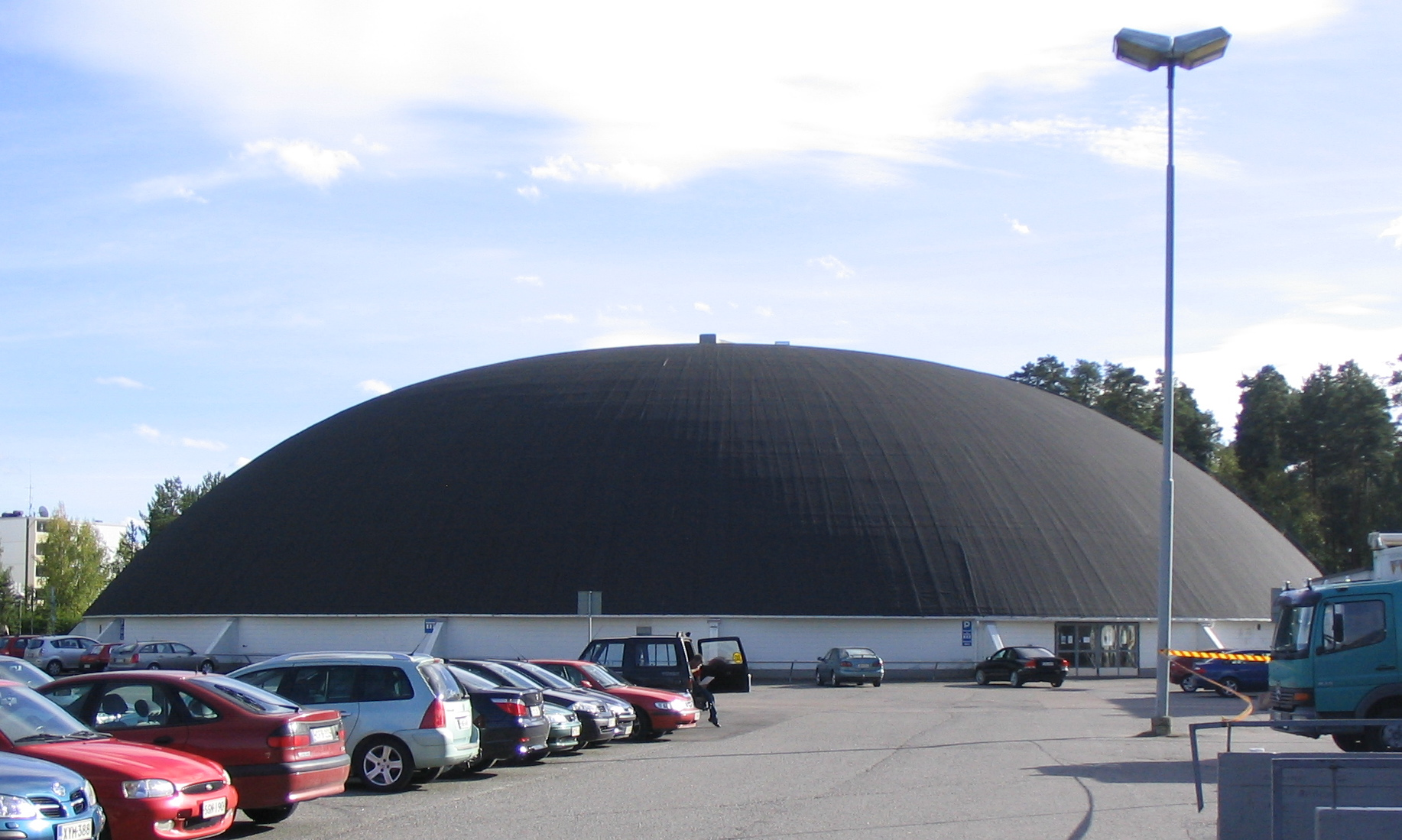
Patinoire d'entraînement de Tampere.
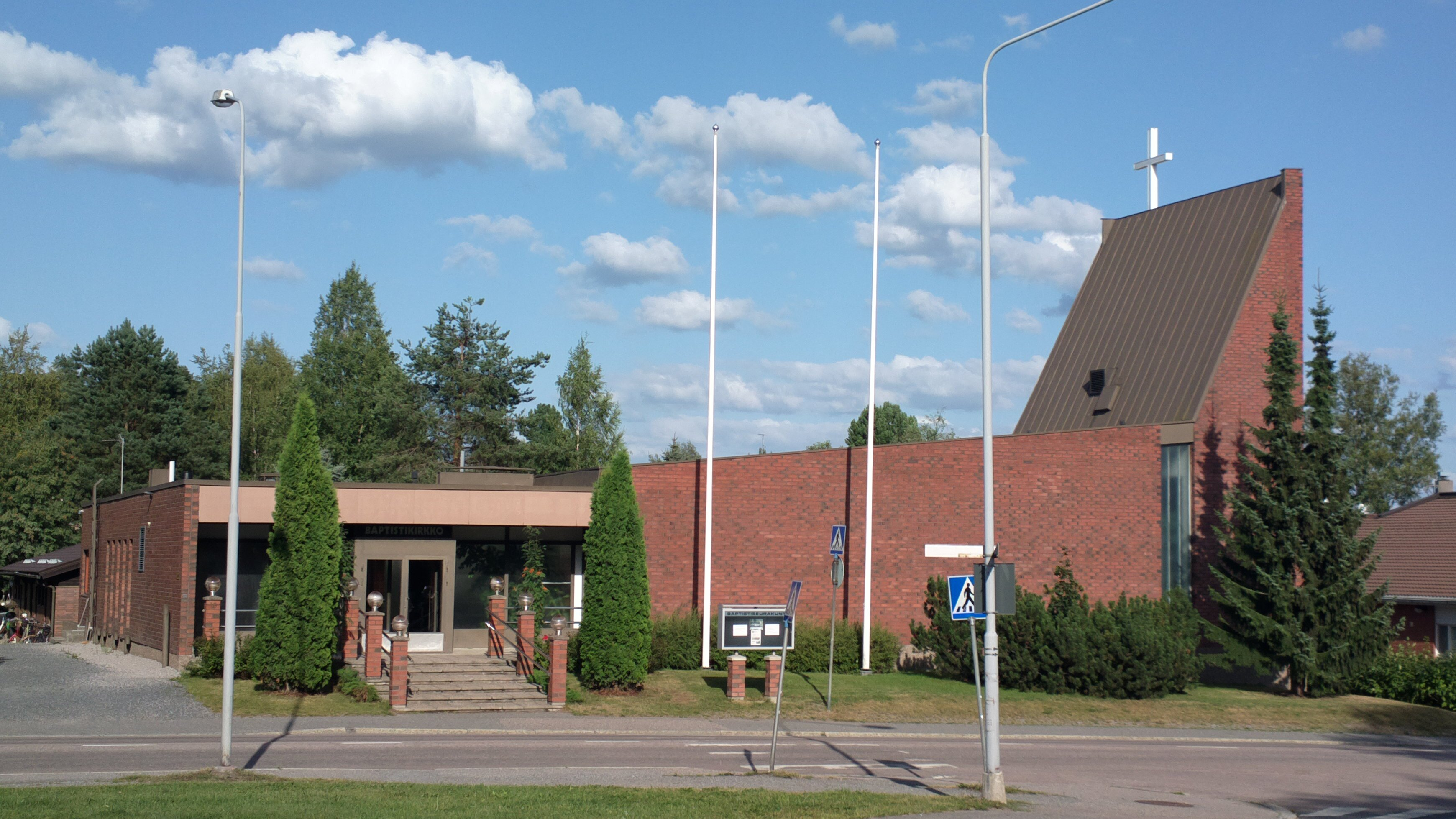
Église baptiste de Kissanmaa.